# Verbund (Topologie)
In der Mathematik ist der Verbund (engl.: join) topologischer Räume eine auf John Milnor zurückgehende Konstruktion aus der Topologie.

## Konstruktion

Der Verbund zweier Intervalle (blau und grün) ist ein 3-dimensionales Polytop (grau).

### Verbund zweier topologischer Räume
Es seien {\displaystyle X_{1}} und {\displaystyle X_{2}} zwei topologische Räume. Ihr Verbund {\displaystyle X=X_{1}*X_{2}} wird wie folgt definiert. Die Elemente von {\displaystyle X} sind die Paare 
{\displaystyle (t_{1}x_{1},t_{2}x_{2})} mit {\displaystyle x_{1}\in X_{1},x_{2}\in X_{2},t_{1},t_{2}\in \left[0,1\right],t_{1}+t_{2}=1},
wobei {\displaystyle t_{i}x_{i}} eine abkürzende Bezeichnung für das Paar {\displaystyle (t_{i},x_{i})} ist und für alle {\displaystyle x_{1},x_{1}^{\prime }\in X_{1}} und alle {\displaystyle x_{2},x_{2}^{\prime }\in X_{2}}
{\displaystyle (0x_{1},1x_{2})=(0x_{1}^{\prime },1x_{2})} und {\displaystyle (1x_{1},0x_{2})=(1x_{1},0x_{2}^{\prime })}
gesetzt wird. (Anschaulich werden also alle Punkte aus {\displaystyle X_{1}} mit allen Punkten aus {\displaystyle X_{2}} durch Strecken der Länge {\displaystyle 1} verbunden.)
Die Topologie auf {\displaystyle X} ist per definitionem die gröbste Topologie (die Topologie mit den wenigsten offenen Mengen), bezüglich der alle Koordinatenabbildungen 
{\displaystyle t_{i}\colon X\to \left[0,1\right]}
{\displaystyle (t_{1}x_{1},t_{2}x_{2})\to t_{i}\quad (i=1,2)}
und
{\displaystyle x_{i}\colon \left\{(t_{1}x_{1},t_{2}x_{2})\colon t_{i}\not =0\right\}\to X_{i}}
{\displaystyle (t_{1}x_{1},t_{2}x_{2})\to x_{i}\quad (i=1,2)}
stetig sind.

#### Beispiele
- Der Verbund eines Raumes {\displaystyle X} mit einem Punkt ist der Kegel {\displaystyle CX} über {\displaystyle X}.
- Der Verbund eines Raumes {\displaystyle X} mit dem 2-elementigen Raum {\displaystyle S^{0}} ist die Einhängung {\displaystyle SX} von {\displaystyle X}.
- Der Verbund zweier Sphären {\displaystyle S^{k}} und {\displaystyle S^{l}} ist die {\displaystyle (k+l+1)}-dimensionale Sphäre {\displaystyle S^{k+l+1}}.
- Der Verbund von {\displaystyle k} Kreisen {\displaystyle S^{1}*\ldots *S^{1}} ist die {\displaystyle (2k-1)}-dimensionale Sphäre {\displaystyle S^{2k-1}}.
- Für das kartesische Produkt {\displaystyle X_{1}\times X_{2}} zweier CAT(0)-Räume {\displaystyle X_{1},X_{2}} und deren geodätische Ränder gilt {\displaystyle \partial _{\infty }(X_{1}\times X_{2})=\partial _{\infty }X_{1}*\partial _{\infty }X_{2}}.

#### Sphärischer Verbund
Auf dem Verbund zweier metrischer Räume {\displaystyle (X_{1},d_{1})} und {\displaystyle (X_{2},d_{2})} kann man eine Metrik wie folgt definieren: Der Abstand {\displaystyle d((t_{1}x_{1},t_{2}x_{2}),(s_{1}y_{1},s_{2}y_{2}))} ist diejenige Zahl im Intervall {\displaystyle \left[0,\pi \right]}, für die 
{\displaystyle \cos(d((t_{1}x_{1},t_{2}x_{2}),(s_{1}y_{1},s_{2}y_{2})))={\sqrt {t_{1}s_{1}}}\cos(min\left\{\pi ,d_{1}(x_{1},y_{1})\right\})+{\sqrt {t_{2}s_{2}}}\cos(min\left\{\pi ,d_{2}(x_{2},y_{2})\right\})}
gilt. Man beachte, dass die Einschränkungen dieser Metrik auf {\displaystyle X_{1}} und {\displaystyle X_{2}} nicht die ursprünglichen Metriken {\displaystyle d_{i}(x,y)}, sondern {\displaystyle min\left\{\pi ,d_{i}(x,y)\right\}} geben.
Der metrische Raum {\displaystyle (X_{1}*X_{2},d)} heißt sphärischer Verbund der metrischen Räume {\displaystyle (X_{1},d_{1})} und {\displaystyle (X_{2},d_{2})}.

### Verbund unendlich vieler topologischer Räume
Es sei {\displaystyle \left\{X_{j}\colon j\in J\right\}} eine Familie topologischer Räume. Die Elemente des Verbundes {\displaystyle X=*_{j\in J}X_{j}} sind die {\displaystyle J}-Tupel 
{\displaystyle (t_{j}x_{j}\colon j\in J)} mit {\displaystyle t_{j}\in \left[0,1\right],x_{j}\in X_{j},\sum _{j\in J}t_{j}=1,} fast alle {\displaystyle t_{j}=0}.
Zwei Tupel {\displaystyle (t_{j}x_{j})} und {\displaystyle (u_{j}y_{j})} definieren genau dann dasselbe Element, wenn gilt:
- Für alle {\displaystyle j\in J} ist {\displaystyle t_{j}=u_{j}}.
- Für alle {\displaystyle j\in J} gilt: {\displaystyle t_{j}\not =0\Longrightarrow x_{j}=y_{j}}.

Die Topologie auf {\displaystyle X} ist die gröbste Topologie (die Topologie mit den wenigsten offenen Mengen), bezüglich der alle Koordinatenabbildungen 
{\displaystyle t_{j}\colon X\to \left[0,1\right]}
{\displaystyle (t_{i}x_{i})\to t_{j}\quad (j\in J)}
und
{\displaystyle x_{j}\colon \left\{(t_{i}x_{i})\colon t_{j}\not =0\right\}\to X_{j}}
{\displaystyle (t_{i}x_{i})\to x_{j}\quad (j\in J)}
stetig sind.

#### Beispiele
- Für eine topologische Gruppe {\displaystyle G} ist der abzählbar unendliche Verbund {\displaystyle G*G*\ldots *G*\ldots } der sogenannte Milnor-Raum, er ist der klassifizierende Raum für {\displaystyle G}-Prinzipalbündel.